# Томас Градін
Томас Градін (швед. Thomas Gradin, нар. 18 лютого 1956, Соллефтео) — колишній шведський хокеїст, що грав на позиції центрального нападника. Грав за збірну команду Швеції.
Провів понад 700 матчів у Національній хокейній лізі. 

## Ігрова кар'єра
Хокейну кар'єру розпочав на батьківщині 1973 року виступами за команду МОДО в якому пройшов від юнацького до основного складу.
1976 року був обраний на драфті НХЛ під 45-м загальним номером командою «Чикаго Блекгокс». 
Протягом професійної клубної ігрової кар'єри, що тривала 19 років, захищав кольори команд МОДО, АІК, «Ванкувер Канакс», «Бостон Брюїнс» та «Вестерос» ІК.
Загалом провів 719 матчів у НХЛ, включаючи 42 гри плей-оф Кубка Стенлі.
Виступав за збірну Швеції.

## Скаут НХЛ
Через чотири роки у сезоні 1994/95 після завершення кар'єри гравця повернувся до клубу «Ванкувер Канакс», як європейський скаут, саме завдяки йому в клубі з'явились брати Седіни Даніель та Генрік, а також Маттіас Елунд та Александр Едлер. 
У 2007 завершив свою співпрацю з «Канакс».

## Нагороди та досягнення
- Чемпіон Європи серед юніорів 1974.
- Команда усіх зірок, обрана ЗМІ молодіжного чемпіонату світу 1974.
- Вікінг Еворд, приз найкращому шведському гравцю НХЛ — 1982.
- Срібний призер Кубка Канади — 1984.
- Учасник матчу усіх зірок НХЛ — 1985.

## Статистика
| 1976–77      | АІК               | Елітсерія    | 34  | 16  | 12  | 28  | 14  | —  | —  | —  | —  | —  |
| 1977–78      | AIK               | Елітсерія    | 36  | 22  | 22  | 44  | 24  | —  | —  | —  | —  | —  |
| 1978–79      | «Ванкувер Канакс» | НХЛ          | 76  | 20  | 31  | 51  | 22  | 3  | 4  | 1  | 5  | 4  |
| 1979–80      | «Ванкувер Канакс» | НХЛ          | 80  | 30  | 45  | 75  | 22  | 4  | 0  | 2  | 2  | 0  |
| 1980–81      | «Ванкувер Канакс» | НХЛ          | 79  | 21  | 48  | 69  | 34  | 3  | 1  | 3  | 4  | 0  |
| 1981–82      | «Ванкувер Канакс» | НХЛ          | 76  | 37  | 49  | 86  | 32  | 17 | 9  | 10 | 19 | 10 |
| 1982–83      | «Ванкувер Канакс» | НХЛ          | 80  | 32  | 54  | 86  | 61  | 4  | 1  | 3  | 4  | 2  |
| 1983–84      | «Ванкувер Канакс» | НХЛ          | 75  | 21  | 57  | 78  | 32  | 4  | 0  | 1  | 1  | 2  |
| 1984–85      | «Ванкувер Канакс» | НХЛ          | 76  | 22  | 42  | 64  | 43  | —  | —  | —  | —  | —  |
| 1985–86      | «Ванкувер Канакс» | НХЛ          | 71  | 14  | 27  | 41  | 34  | 3  | 2  | 1  | 3  | 2  |
| 1986–87      | «Бостон Брюїнс»   | НХЛ          | 64  | 12  | 31  | 43  | 18  | 4  | 0  | 4  | 4  | 0  |
| 1988–89      | AIK               | Елітсерія    | 33  | 11  | 21  | 32  | 40  | —  | —  | —  | —  | —  |
| 1989–90      | AIK               | Елітсерія    | 35  | 14  | 15  | 29  | 14  | 3  | 2  | 0  | 2  | 2  |
| 1996–97      | «Вестерос» ІК     | Елітсерія    | 2   | 0   | 1   | 1   | 0   | —  | —  | —  | —  | —  |
| Усього в НХЛ | Усього в НХЛ      | Усього в НХЛ | 677 | 209 | 384 | 593 | 298 | 42 | 17 | 25 | 42 | 20 |